# Tour de France 2018/18. Etappe
Die 18. Etappe der Tour de France 2018 führte am 26. Juli 2018 über 171 Kilometer von Trie-sur-Baïse nach Pau.
Zwischen zwei Bergetappen fand dieser Tagesabschnitt überwiegend im flachen Gelände statt. Es wurden lediglich zwei Bergwertungen der 4. Kategorie abgenommen, die letzte 19 Kilometer vor dem Ziel.
Etappensieger wurde im Massensprint des Pelotons Arnaud Démare (Groupama-FDJ) vor Christophe Laporte (Cofidis, Solutions Crédits) und Alexander Kristoff (UAE Team Emirates).
Geprägt wurde die Etappe vom Ausreißversuch einer fünfköpfigen Spitzengruppe mit Mathew Hayman, Niki Terpstra, Thomas Boudat, Guillaume Van Keirsbulck und Luke Durbridge, die sich kurz nach dem Start gebildet hatte. Nach 105 Kilometern wurde der Abstand von maximal 1:30 Minuten durch eine Konterattacke von Sep Vanmarcke, Michael Gogl und Jasper Stuyven verkürzt. Nachdem die drei Verfolger eingeholt wurden, baute das Führungsquintett den Vorsprung wieder auf 2:20 Minuten, bevor unter der Verfolgungsarbeit der drei Teams der späteren Erstplatzierten an der letzten Bergwertung von einer Konterattacke um den Gesamtneunten Daniel Martin und dann vom Feld eingeholt wurde.
Führungswechsel in der Gesamtwertung und den Sonderwertungen gab es nicht. Durbridge wurde mit der Roten Rückennummer ausgezeichnet.